# تيري ليتش
تيري ليتش (بالإنجليزية: Terry Leach) هو لاعب كرة قاعدة أمريكي، ولد في 13 مارس 1954 في سلما في الولايات المتحدة.

## وصلات خارجية
- تيري ليتش على موقع دوري كرة القاعدة الرئيسي (الإنجليزية)
- تيري ليتش على موقعبيزبول رفرنس.كوم (الدوري الرئيسي) (الإنجليزية)
- تيري ليتش على موقعبيزبول رفرنس.كوم (الدوري الثانوي) (الإنجليزية)
- تيري ليتش على موقع جمعية أبحاث البيسبول الأمريكية (الإنجليزية)
- تيري ليتش على موقع إي إس بي إن.كوم (أم.أل.بي) (الإنجليزية)
- تيري ليتش على موقع مشجعي الرسوم البيانية (الإنجليزية)